# Bengt af Kleen
Bengt af Kleen (ur. 26 marca 1922, zm. 2 kwietnia 2003) – szwedzki curler.

## Życiorys
Będąc drugim w zespole Boba Woodsa ze sztokholmskiego Fjällgårdens Curlingklubb wygrał mistrzostwa Szwecji w sezonie 1966/1967. Był członkiem reprezentacji kraju na Mistrzostwach Świata 1967. Szwedzi z bilansem 4 wygranych i 3 przegranych meczów z 4. miejsca awansowali do fazy play-off. W półfinale zwyciężyli 7:6 nad Stanami Zjednoczonymi (Bruce Roberts). W klasyfikacji końcowej Szwecja uplasowała się na 2. miejscu, w finale 5:8 lepsi byli Szkoci (Chuck Hay).
Studiował w Wyższej Szkole Handlowej w Sztokholmie oraz na Uniwersytecie w Lozannie. Był dyrektorem kilku fabryk. Ożenił się w 1946 z Gullan Bernhardson, z którą miał dwójkę dzieci: Christinę i Jana.

## Drużyna
|           | Czwarty   | Trzeci         | Drugi          | Otwierający    |
| --------- | --------- | -------------- | -------------- | -------------- |
| 1966/1967 | Bob Woods | Totte Åkerlund | Bengt af Kleen | Ove Söderström |